# Adrian Florescu
Adrian Florescu (n. 2 aprilie 1970, Alexandria, Teleorman, România) este un om politic român, fost deputat în Parlamentul României și fost vicepreședinte al Consiliului Județean Teleorman. 
Născut în Alexandria în 1970, Florescu și-a început cariera în 1990, când s-a înscris în FSN. Din 1992 a fost vicepreședinte al Biroului Politic Județean (BPJ) al FSN, iar, după transformarea FSN în PD, vicepreședinte al BPJ PD Teleorman.  În 1996 a fost ales consilier local în Alexandria, iar, în 2004, a fost ales consilier județean în Teleorman. 
În 2008 a fost ales deputat de Teleorman în Parlamentul României din partea PD-L, aflându-se în această poziție până în 2012, când i s-a terminat mandatul. Din 2015 până în 2019 a fost președintele PMP Teleorman. Florescu a trecut apoi la PNL, ajungând vicepreședinte al Consiliului Județean Teleorman. A fost exclus din PNL pe 7 iunie 2023, după ce a fost acuzat de colegii de partid că ar fi luat decizii în favoarea PSD.
După ce în 2023 a părăsit Partidul Național Liberal (PNL), Adrian Florescu a revenit în formațiunea liberală în cursul anului 2024. La alegerile locale din acel an, a fost ales consilier județean pe listele PNL în cadrul Consiliului Județean Teleorman, partidul obținând nouă mandate în deliberativul județean.
Adrian Florescu este finul politicianului Adriean Videanu.